# العلاقات الكوستاريكية المدغشقرية
العلاقات الكوستاريكية المدغشقرية هي العلاقات الثنائية التي تجمع بين كوستاريكا ومدغشقر.

## مقارنة بين البلدين
هذه مقارنة عامة ومرجعية للدولتين:
| وجه المقارنة                                              | كوستاريكا                                 | مدغشقر                      |
| --------------------------------------------------------- | ----------------------------------------- | --------------------------- |
| المساحة (كم2)                                             | 51.10 ألف                                 | 587.04 ألف                  |
| عدد السكان (نسمة)                                         | 4.91 مليون                                | 25.57 مليون                 |
| الكثافة السكانية (ن./كم²)                                 | 96.09                                     | 43.56                       |
| العاصمة                                                   | سان خوسيه                                 | أنتاناناريفو                |
| اللغة الرسمية                                             | اللغة الإسبانية                           | اللغة الملغاشية، لغة فرنسية |
| العملة                                                    | كولون كوستاريكي                           | أرياري مدغشقري              |
| الناتج المحلي الإجمالي (بليون دولار)                      | 57.06 مليار                               | 11.50 مليار                 |
| الناتج المحلي الإجمالي (تعادل القوة الشرائية) بليون دولار | 74.98 مليار                               | 35.51 مليار                 |
| الناتج المحلي الإجمالي الاسمي للفرد دولار أمريكي          | 11.26 ألف                                 | 401                         |
| الناتج المحلي الإجمالي للفرد دولار أمريكي                 | 14.92 ألف                                 | 1.44 ألف                    |
| مؤشر التنمية البشرية                                      | 0.766                                     | 0.510                       |
| رمز المكالمات الدولي                                      | +506                                      | +261                        |
| رمز الإنترنت                                              | .cr، قائمة نطاقات المستوى الأعلى للإنترنت | .mg                         |
| المنطقة الزمنية                                           | 00                                        | ت ع م+03:00                 |

## منظمات دولية مشتركة
يشترك البلدان في عضوية مجموعة من المنظمات الدولية، منها:
| علم المنظمة | اسم المنظمة                               | تاريخ انضمام كوستاريكا | تاريخ انضمام مدغشقر |
| ----------- | ----------------------------------------- | ---------------------- | ------------------- |
|             | منظمة التجارة العالمية                    | ?                      | ?                   |
|             | الاتحاد الدولي للاتصالات                  | 13 سبتمبر 1932         | 11 مايو 1961        |
|             | المركز الدولي لتسوية المنازعات الاستشارية | 27 مايو 1993           | 14 أكتوبر 1966      |
|             | مؤسسة التنمية الدولية                     | 30 يونيو 1961          | 25 سبتمبر 1963      |
|             | منظمة حظر الأسلحة الكيميائية              | ?                      | ?                   |
|             | يونسكو                                    | 19 مايو 1950           | 10 نوفمبر 1960      |
|             | الأمم المتحدة                             | 2 نوفمبر 1945          | 20 سبتمبر 1960      |
|             | وكالة ضمان الاستثمار متعدد الأطراف        | 8 فبراير 1994          | 8 يونيو 1988        |
|             | البنك الدولي للإنشاء والتعمير             | 8 يناير 1946           | 25 سبتمبر 1963      |
|             | الاتحاد البريدي العالمي                   | ?                      | ?                   |
|             | مؤسسة التمويل الدولية                     | 20 يوليو 1956          | 27 سبتمبر 1963      |
|             | منظمة الشرطة الجنائية الدولية             | ?                      | ?                   |
|             | الفريق المعني برصد الأرض                  | ?                      | ?                   |

## وصلات خارجية
- موقع وزارة الخارجية الكوستاريكية